# Хенеси (Оклахома)
Хенеси (енгл. Hennessey) град је у америчкој савезној држави Оклахома.

## Демографија
По попису из 2010. године број становника је 2.131, што је 73 (3,5%) становника више него 2000. године.
| Група             | 2000.         | 2010.         |
| Белци             | 1.588 (77,2%) | 1.423 (66,8%) |
| Афроамериканци    | 17 (0,8%)     | 29 (1,4%)     |
| Азијати           | 4 (0,2%)      | 1 (0,0%)      |
| Хиспаноамериканци | 380 (18,5%)   | 599 (28,1%)   |
| Укупно            | 2.058         | 2.131         |